# Epifrón
En la mitología clásica Epifrón (en latín Epiphron), abstracción divina utilizada sólo por Higino, era la personificación de la «prudencia» o la «sensatez». El autor lo imagina como uno de los hijos concebidos por el Érebo y la Noche, como la mayoría de estas deidades que representaban las cualidades y defectos humanos. Nótese que Higino, aún siendo un autor latino, no intenta traducir algunas abstracciones del griego —como sucede con Némesis, Eufrósine o Epifrón—, dejando como resultado la grafía latinizada; Epiphron es la transcripción cruda de Ἐπίφρων (Epíphrōn). Acaso Higino se basase en la Moderación (Σωφροσύνη, Sōphrosýnē), otra de las abstracciones poéticas. 
La inclusión del teónimo Epifrón plantea sus dudas dentro del poema de Higino. Es por ello que hay autores que opinan que los términos «Lysimeles, Epiphron y Hedymeles», que aparecen seguidos en realidad en la obra, en realidad no deben entenderse como divinidades independientes sino como epítetos del Amor (Eros), que sería la divinidad que habría que incluir en la lista de los hijos de Érebo y la Noche. Es por ello que esos tres adjetivos divinos se pueden encontrar traducidos como «el que afloja los miembros (lysimeles), el sensato (epiphron) y el de dulces miembros (hedymeles)».